# UFC Fight Night: Blaydes vs. Lewis
UFC Fight Night: Blaydes vs. Lewis（ユーエフシー・ファイトナイト：ブレイズ・バーサス・ルイス、別名UFC Fight Night 185、UFC on ESPN+ 43）は、アメリカ合衆国の総合格闘技団体「UFC」の大会の一つ。2021年2月20日、ネバダ州ラスベガスのUFC APEXで開催された。

## 大会概要
本大会ではカーティス・ブレイズとデリック・ルイスのヘビー級戦が組まれた。

## 試合結果

### プレリミナリーカード
第1試合 ヘビー級 5分3R
○  セルゲイ・スピバック vs.  ジャレッド・バンデラ ×
2R 4:32 TKO（パウンド）
第2試合 140.5ポンド契約 5分3R
○  アイマン・ザハビ vs.  ドラコ・ロドリゲス ×
1R 3:05 KO（右フック→パウンド）
※ロドリゲスの体重超過によりバンタム級から変更
第3試合 女子フライ級 5分3R
○  ケイシー・オニール vs.  シャナ・ドブソン ×
2R 3:41 TKO（パウンド）
第4試合 ミドル級 5分3R
○  ジュリアン・エローサ vs.  ネイト・ランドワー ×
1R 0:56 TKO（左飛び膝蹴り→パウンド）
第5試合 バンタム級 5分3R
○  ジョン・カスタネーダ vs.  エディ・ワインランド ×
1R 4:44 TKO（パウンド）
第6試合 150ポンド契約 5分3R
○  ジャレッド・ゴードン vs.  ダニー・チャベス ×
3R終了 判定3-0（30-27、30-27、29-28）
※ゴードンの体重超過によりフェザー級から変更

### メインカード
第7試合 ヘビー級 5分3R
○  トム・アスピナル vs.  アンドレイ・アルロフスキー ×
2R 1:09 リアネイキドチョーク
第8試合 ミドル級 5分3R
○  フィル・ハウズ vs.  ナッソーディン・イマボフ ×
3R終了 判定2-0（28-28、29-28、29-28）
第9試合 ヘビー級 5分3R
○  クリス・ドーカス vs.  アレクセイ・オレイニク ×
1R 1:55 TKO（スタンドパンチ連打）
第10試合 フェザー級 5分3R
○  ダリック・ミナー vs.  チャールズ・ローザ ×
3R終了 判定3-0（30-26、30-27、29-27）
第11試合 138ポンド契約 5分3R
○  ヤナ・クニツカヤ vs.  ケトレン・ヴィエラ ×
3R終了 判定3-0（29-28、29-28、29-28）
※ヴィエラの体重超過によりバンタム級から変更
第12試合 ヘビー級 5分5R
○  デリック・ルイス vs.  カーティス・ブレイズ ×
2R 1:26 KO（右アッパー→パウンド）

### 各賞
ファイト・オブ・ザ・ナイト：該当無し
パフォーマンス・オブ・ザ・ナイト：デリック・ルイス、クリス・ドーカス、トム・アスピナル、アイマン・ザハビ
各選手にはボーナスとして5万ドルが授与された。

### カード変更
負傷などによるカードの変更は以下の通り。